# Newbury (Nou Hampshire)
Newbury és una població dels Estats Units a l'estat de Nou Hampshire. Segons el cens del 2000 tenia 1.702 habitants.

## Demografia
Segons el cens del 2000, Newbury tenia 1.702 habitants, 691 habitatges, i 507 famílies. La densitat de població era de 18,4 habitants per km².
Dels 691 habitatges en un 30,7% hi vivien nens de menys de 18 anys, en un 63,5% hi vivien parelles casades, en un 6,9% dones solteres, i en un 26,5% no eren unitats familiars. En el 20,7% dels habitatges hi vivien persones soles el 8% de les quals corresponia a persones de 65 anys o més que vivien soles. El nombre mitjà de persones vivint en cada habitatge era de 2,46 i el nombre mitjà de persones que vivien en cada família era de 2,84.
Per edats la població es repartia de la següent manera: un 22,8% tenia menys de 18 anys, un 4,8% entre 18 i 24, un 28,3% entre 25 i 44, un 28% de 45 a 60 i un 16,2% 65 anys o més.
L'edat mediana era de 42 anys. Per cada 100 dones de 18 o més anys hi havia 97,3 homes.
La renda mediana per habitatge era de 58.026$ i la renda mediana per família de 61.389$. Els homes tenien una renda mediana de 42.031$ mentre que les dones 29.022$. La renda per capita de la població era de 29.521$. Cap de les famílies i l'1,8% de la població estaven per davall del llindar de pobresa.